# 長遠寺 (君津市)
長遠寺（じょうおんじ）は、千葉県君津市小櫃台にある日蓮宗の寺院。境内は椎木の群生で知られる。山号は法王山。旧本山は茂原市の藻原寺、小西法縁。かつては若宮八幡宮の別当寺をつとめた。

## 歴史
貞治5年（1366年）身延山久遠寺5世鏡円阿闍梨日台の開山。嘉永元年（1848年）現在地に移転し再建する。平成13年（2001年）日蓮の立教開宗750年を慶讃し本堂を改修。平成17年（2005年）鐘楼堂を修復した。

## 参考資料
- 日蓮宗寺院大鑑編集委員会『宗祖第七百遠忌記念出版 日蓮宗寺院大鑑』 大本山池上本門寺 (1981年)

座標: 北緯35度19分13.1秒 東経140度5分17.9秒 / 北緯35.320306度 東経140.088306度